# Media luna chiita

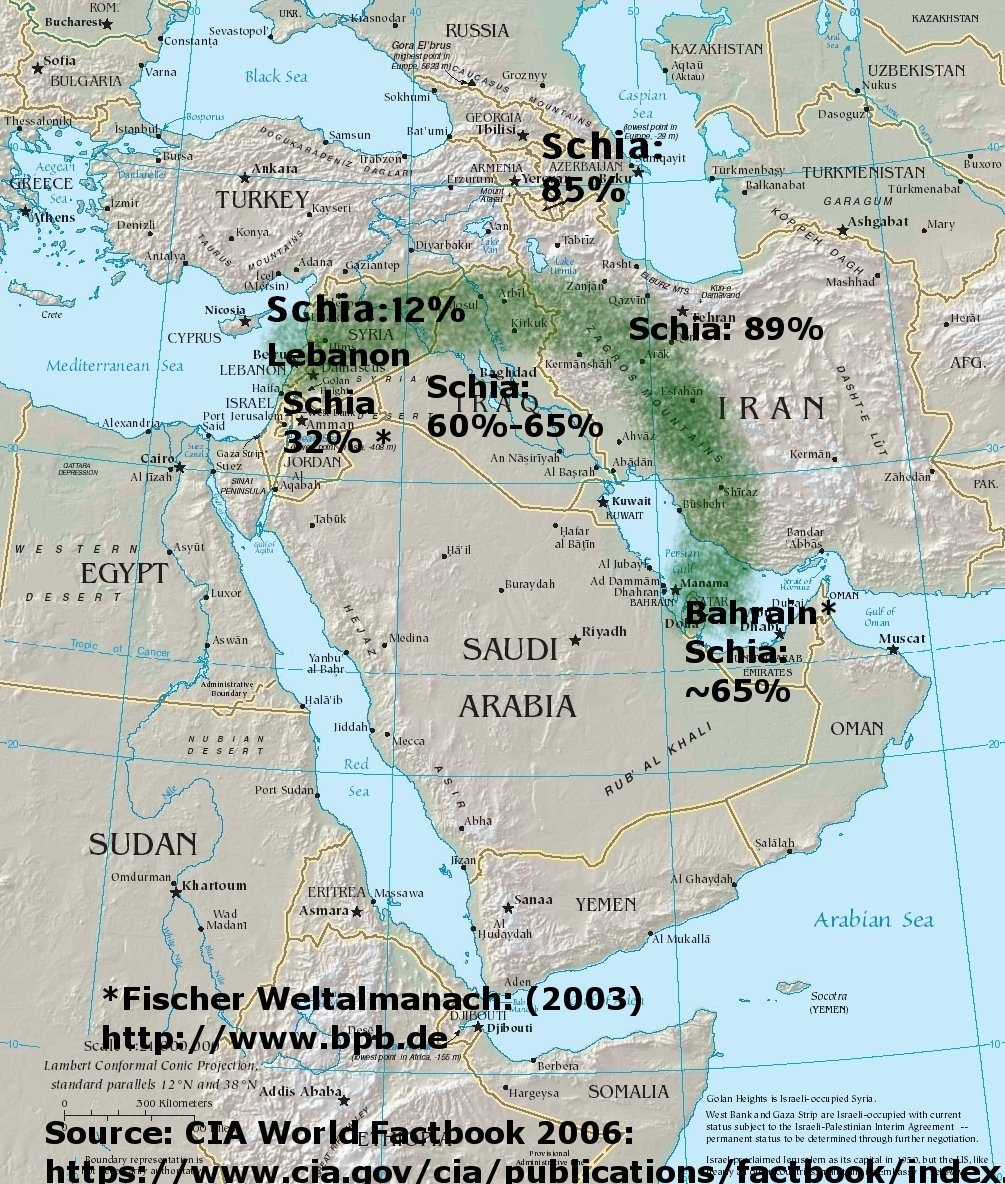
Media luna chiita. Los números muestran el porcentaje de Shia en la población

La Media luna chiita o también creciente chií, es una región en forma de medialuna de Oriente Medio, donde la mayoría de la población es chií o donde hay una fuerte minoría chiita en la población.  El término correspondiente es especialmente común en alemán, Schiitischer Halbmond.
El término fue acuñado en 2004 por Abdalá II de Jordania cuando Irán, según los informes, estaba interfiriendo en las elecciones parlamentarias del 2005 en Irak.  Esto fue en el contexto de una amenaza, más adelante se realizó un boicot de las elecciones por los Sunitas en Irak, lo que dio lugar a un gobierno dominado por los chiitas y la suposición de que un Irak chiita podría caer bajo la influencia de Irán chií. La sugerencia fue que la religión común, chií, da un buen potencial para la cooperación entre Irán, Irak, Siria fue dominada por los alauitas hasta la caída de Bachar Al Assad el 8 de diciembre de 2024 y la milicia chií Hezbolá en el Líbano políticamente y militarmente poderosa desde 1982 aunque hubo un debilitamiento desde el conflicto de 2024 con Israel; así, la sugerencia fue que estos otros serían sustitutos de Irán en un juego de poder regional.Irán e Irak son los actores principales fuertes hoy.
En el 29º Congreso de Unidad Islámica Internacional en Teherán el 27 de diciembre de 2015, el presidente iraní Hassan Rouhani pidió a los países musulmanes a unirse y tratar de mejorar la imagen pública del Islam, y agregó que "No hay ni media luna chiita ni media luna sunita. Tenemos una luna islámica. Nosotros, los musulmanes, estamos en un mundo en el que debemos estar unidos ".
En enero de 2016, un hombre de confianza del príncipe saudí Mohammad bin Salmán afirmó que el mundo árabe se enfrenta por una "luna llena chiita", en lugar de sólo una "media luna chiita", como resultado de la ampliación de las actividades de las milicias chiitas apoyadas por Irán en países como Irak, Siria, Somalia, Nigeria, Túnez, Argelia y Yemen.